# Jolanda Keizer

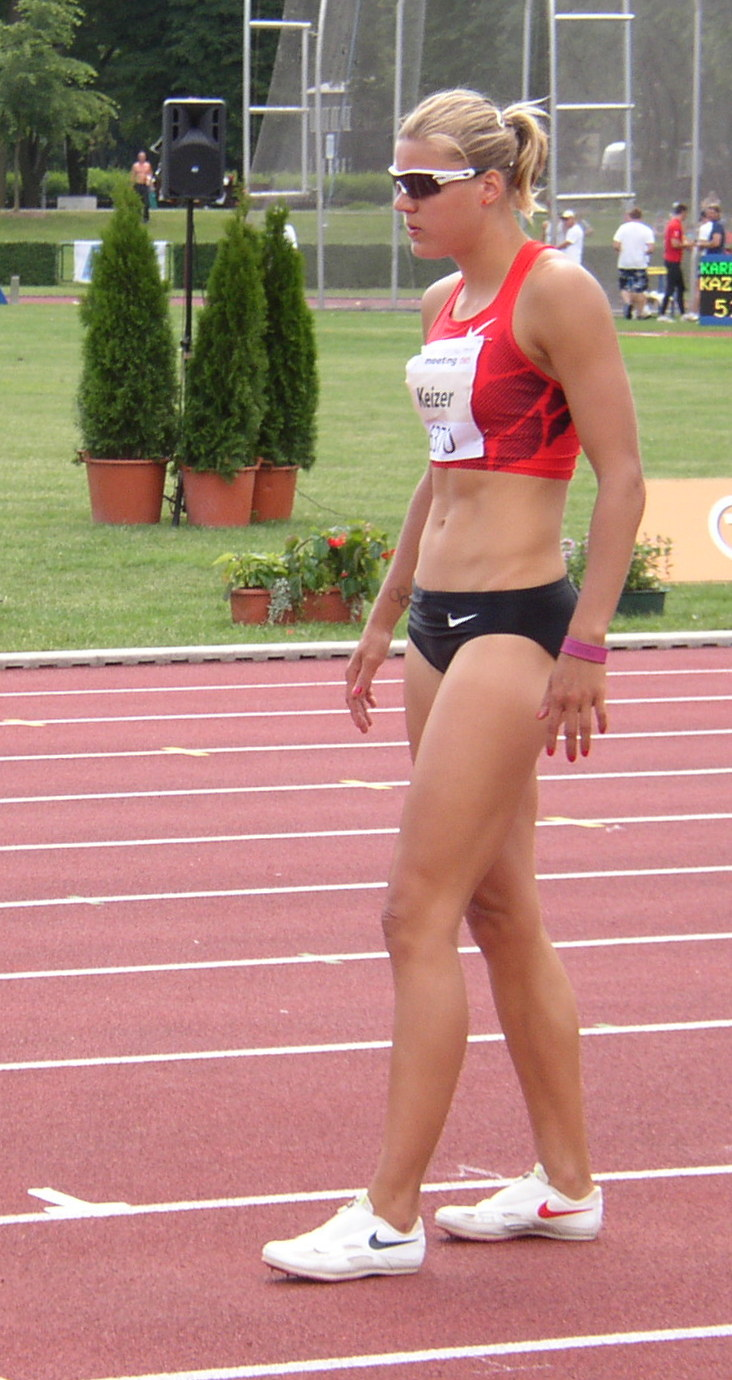
Jolanda Keizer 2011 in Kladno

Jolanda Keizer (* 5. April 1985 in Amsterdam) ist eine ehemalige niederländische Leichtathletin. Ihr größter Erfolg war die Silbermedaille im Fünfkampf bei den Halleneuropameisterschaften 2009.
2004 siegte Jolanda Keizer bei der niederländischen Juniorenmeisterschaft im Siebenkampf, nachdem sie im Jahr zuvor den zweiten Platz belegt hatte. 2005 trat sie erstmals bei der Landesmeisterschaft in der Erwachsenenklasse an und belegte hinter Yvonne Wisse den zweiten Platz. Bei den Europameisterschaften der unter 23-Jährigen in Erfurt erreichte Jolanda Keizer mit 5760 Punkten eine neue persönliche Bestleistung und platzierte sich auf dem sechsten Rang. 
Nach einem schwächeren Jahr 2006 verbesserte sich Jolanda Keizer 2007 deutlich. Im Mai gewann sie in Sittard ihren ersten niederländischen Meistertitel und übertraf dabei mit 6092 Punkten erstmals die 6000-Punkte-Marke. Bei den U23-Europameisterschaften in Debrecen steigerte sie sich auf 6219 Punkte und belegte den zweiten Platz hinter der Litauerin Viktorija Zemaityte, die bei gleicher Punktzahl nur deshalb siegte, weil sie in vier der sieben Disziplinen vor Jolanda Keizer lag. Nach diesen beiden Steigerungen ihrer Bestleistung trat Keizer auch bei den Weltmeisterschaften 2007 in Osaka an und belegte dort mit 6102 Punkten Rang 14.
2008 begann für Jolanda Keizer mit zwei Rückschlägen. Bei der niederländischen Meisterschaft gab sie nach dem ersten Tag auf und bei ihrem ersten Start beim Mösle Mehrkampf-Meeting in Götzis gelang ihr im Weitsprung kein gültiger Versuch. Erst beim Europacup der Mehrkämpfer in Hengelo absolvierte sie mit 6105 Punkten und dem dritten Platz in der Einzelwertung einen abgeschlossenen Wettkampf, in der Mannschaftswertung belegten die Niederländerinnen dank der Leistung von Jolanda Keizer den vierten Platz. Mit ihrer Leistung in Hengelo sicherte sie sich auch die Teilnahme an den Olympischen Spielen in Peking. Dort verbesserte sie in vier von sieben Disziplinen ihre persönliche Bestleistung und steigerte sich auf insgesamt 6370 Punkte, mit denen sie sich auf dem neunten Platz einordnete. 
In der Hallensaison 2009 gewann Jolanda Keizer die niederländischen Hallentitel im Weitsprung und im Fünfkampf. Bei den Halleneuropameisterschaften 2009 in Turin steigerte sie sich auf 4644 Punkte und belegte damit den zweiten Platz hinter der Russin Anna Bogdanowa.
Jolanda Keizer hatte bei einer Körpergröße von 1,83 m ein Wettkampfgewicht von 67 kg. Sie startete für den AAC Amsterdam.